# 513-as főút (Magyarország)
Az 513-es főút egy közel 8 kilométer hosszú, három számjegyű másodrendű főút Bács-Kiskun vármegye területén. Korábban az 51-ös főút Dunavecsén és Apostagon átvezető része volt, mai útszámozását azután kapta, miután elkészült az 51-es itteni új, településeket elkerülő szakasza.

## Nyomvonala
Az 51-es főútból ágazik ki, annak a 69+800-as kilométerszelvénye közelében, Szalkszentmárton és Dunavecse határvonala közelében, de teljesen ez utóbbi területén. Dél felé indul, és csekély eltérésektől eltekintve végig ezt az irányt követi. 1,2 kilométer után éri el a lakott terület északi szélét, ahol a Fő utca nevet veszi fel, 1,8 kilométer után pedig egy elágazáshoz ér: ott az 52 313-as számú mellékút ágazik ki belőle kelet felé, a Kunszentmiklós-Tass–Dunapataj-vasútvonal Dunavecse vasútállomásának kiszolgálására. A központban, a 2+650-es kilométerszelvénye táján újabb elágazása következik, ott az 51 343-as szám mellékút ágazik ki belőle délkelet felé, ez a település hajókikötőjéhez vezet. 4,2 kilométer után éri el Dunavecse déli szélét, majd nem sokkal azután egy körforgalomhoz ér: ebből kelet felé ágazik ki egy számozatlan önkormányzati út, amely az 51-es főút elkerülő szakasza, illetve a Dunát átszelő M8-as autópálya csomópontja felé biztosít összeköttetést. 4,5 kilométer megtételét követően halad el az út az M8-as pályatestjei alatt, majd szinte azonnal átlép Apostag területére.
Apostag első házait nagyjából 5,5 kilométer után éri el, a folytatásban keleti irányból fokozatosan mellésimulnak a vasút vágányai. Kicsivel a hatodik kilométere előtt kiágazik belőle nyugat felé az 51 143-as számú mellékút – ez vezet a község központjába –, és szinte ugyanott elhalad Apostag megállóhely térsége mellett. Kevéssel ezután maga mögött is hagyja a lakott területet, viszont innentől az utolsó métereiig a vasúttal párhuzamosan, közvetlenül amellett folytatódik. A 7+250-es kilométerszelvénye táján elhalad az 51-es felüljárója alatt, majd rövidesen véget is ér, beletorkollva az 51-esnek a 77+800-as kilométerszelvénye közelében lévő körforgalomba. Ugyanonnét ágazik ki délnyugati irányban az 5105-ös út, Dunaegyháza felé.
Teljes hossza, az országos közutak térképes nyilvántartását szolgáló kira.gov.hu adatbázisa szerint 7,853 kilométer.

## Története
Eredetileg az 51-es főút része volt, de az M8-as autópálya megépültével a főútnak elkerülő szakasza épült Dunavecse térségében, ekkor kapta a belterületen átvezető régi nyomvonal az 513-as útszámozást.